# Joaquín Reyes
Joaquin Reyes Chávez (Torreón, 20 de fevereiro de 1978) é um ex-futebolista profissional mexicano que atuava como defensor.

## Carreira
Joaquin Reyes Chávez integrou a Seleção Mexicana de Futebol na Copa América de 2001.

## Títulos
Seleção Mexicana
- Copa América de 2001: Vice